# Корсо
Ко́рсо, Вúа дель Ко́рсо (итал. Via del Corso) — одна из магистралей исторического центра Рима, ведущая от пьяцца Венеция на север, к пьяцца дель Пополо.
В античности и Средневековье улица называлась Виа Лата (лат. Via Lata — широкая дорога, просторный путь) и из-за разливов Тибра мало использовалась. 
В 1467 году при папе Павле II улицу восстановили и расширили. Своё нынешнее название улица получила по конным состязаниям (corso), проходившим здесь начиная с XV века вплоть до 1882 года.
На виа дель Корсо и близлежащих улицах располагается множество палаццо, гостиниц, ресторанов, кафе и магазинов.

## Достопримечательности
Западная сторона:
- Палаццо Бонапарте
- Палаццо Дориа-Памфили
- Санта-Мария-ин-Виа-Лата. 1658—1662
- Площадь Колонны
- Палаццо Киджи, резиденция премьер-министра Италии
- Палаццо Вероспи Вителлески[итал.]
- Палаццо Фьяно[итал.]
- Палаццо Русполи
- Сан-Карло-аль-Корсо
- Сан-Джакомо-ин-Аугуста[итал.]
- Палаццо Рондини[итал.]
- Санта-Мария-дей-Мираколи

Восточная сторона:
- Палаццо Манчини
- Палаццо Киджи-Одескальки
- Сан-Марчелло-аль-Корсо
- Палаццо Шьярра Колонна ди Карбоньяно
- Палаццо Колонна
- Палаццо Мариньоли[итал.]
- Санта-Мария-ин-Монтесанто